# Мохд Хамзані Омар
Мохд Хамзані бін Омар (малай. Mohd Hamzani bin Omar; 30 вересня 1978, Джохор) — малайзійський футболіст, що грав на позиції захисника. Відомий за виступами в малайзійському клубі «Джохор» та збірної Малайзії, у складі якої брав участь у Кубку Азії з футболу 2007 року. Після завершення виступів на футбольних полях — малайзійський футбольний тренер, тривалий час працює у тренерському штабі свого рідного клубу, нетривалий час був виконуючим обов'язки головного тренера «Джохор Дарул Тазім» у 2022 році.

## Футбольна кар'єра
Мохд Хамзані Омар розпочав виступи в юнацькій команді клубу «Малакка». З 1998 року футболіст грав у складі клубу «Джохор», за який виступав до 2012 року, та зіграв у його складі понад 300 матчів у чемпіонаті Малайзії, як у найвищому, так і другому за рівнем футбольному турнірі. У 2012 році завершив виступи на футбольних полях.
У 1999 році Мохд Хамзані дебютував у складі національної збірної Малайзії. У складі збірної брав участь у домашньому для малайзійської збірної Кубку Азії з футболу 2007 року, на якому зіграв 1 матч проти збірної Ірану, а малайзійська збірна не вийшла з групи. У складі збірної грав до 2007 року, та зіграв у її складі лише 4 матчі, в яких забитими м'ячами не відзначився.
З 2013 року Мохд Хамзані став футбольним тренером, та розпочав працювати асистентом головного тренера свого рідного клубу «Джохор Дарул Тазім». У 2022 році він нетривалий час був виконуючим обов'язки головного тренера клубу після відставки мексиканського тренера Бенхаміна Мори, після призначення нового головного тренера повернувся до виконання обов'язків асистента головного тренера клубу.